# Scutellidium lenticulare
Scutellidium lenticulare is een eenoogkreeftjessoort uit de familie van de Tisbidae. De wetenschappelijke naam van de soort is voor het eerst geldig gepubliceerd in 1910 door Brady.